# Langasandur
Langasandur (dansk: Langesand) er en bygd på Færøerne. Den ligger ved Sundini på nordøstkysten af hovedøen Streymoy, og er en del af Sunda kommuna. 
Langasandur er en niðursetubygd fra 1838, da bonden Joen Joensen fra Haldórsvík byttede sig til jord på stedet.
Færøernes første hvalfangststation "i Gjánoyri" ligger i nærheden af Langasandur, lige ved sognegrænsen til Haldórsvík. Den blev bygget i 1893 af det norske hvalfangstrederi Urd. Stationen var i drift indtil 1925.Bygningerne og udstyr blev få år senere fjernet.
- Langasandur
- Langasandur